# Hohe Klinge - Dorngehege
Koordinaten: 50° 48′ 45″ N, 10° 23′ 3″ O

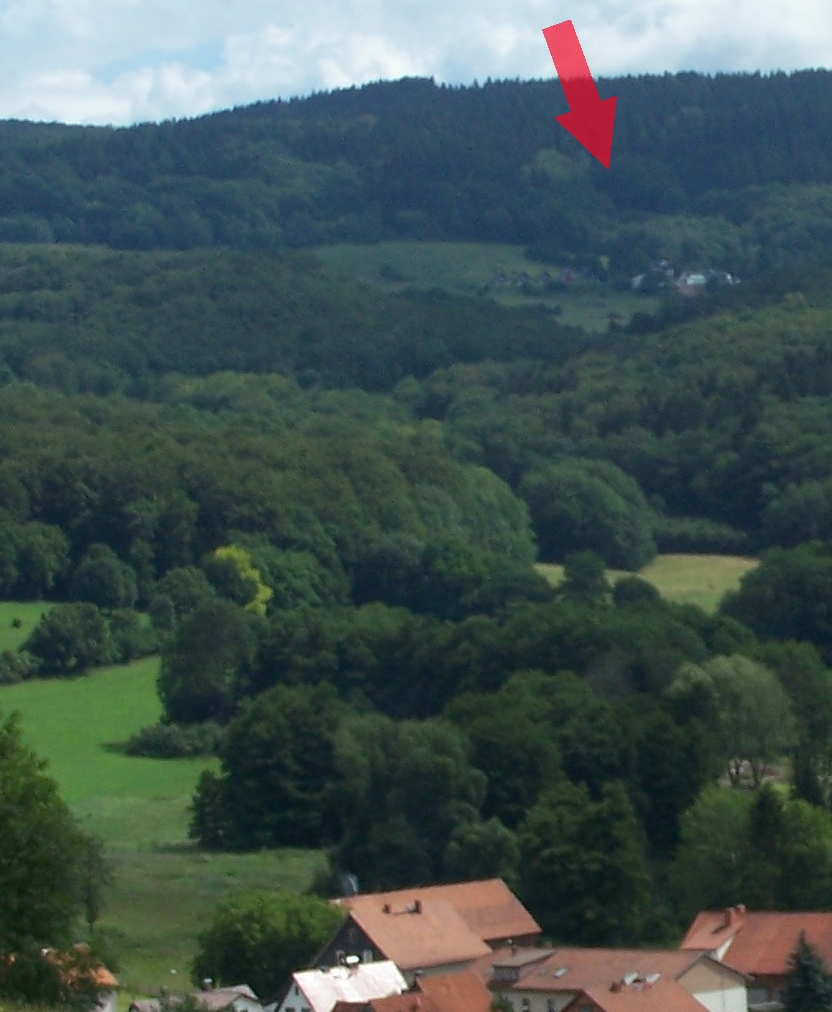
Naturschutzgebiet Hohe Klinge – Dorngehege (Juli 2011)

Das Naturschutzgebiet Hohe Klinge – Dorngehege liegt im Wartburgkreis in Thüringen. Es erstreckt sich östlich der Kernstadt Bad Liebenstein und nordöstlich von Bairoda, einem Stadtteil von Bad Liebenstein. Westlich des Gebietes verläuft die Landesstraße L 1126 und östlich die L 1024.

## Bedeutung
Das 101,4 ha große Gebiet mit der NSG-Nr. 98 wurde im Jahr 1961 unter Naturschutz gestellt.